# Federica Bigi
Federica Bigi ist eine san-marinesische Diplomatin. Sie ist seit 5. April 2018 als Botschafterin in Island akkreditiert.
Ihr Dienstsitz ist der Palazzo Begni in San Marino.